# Ланден
Ланден (на нидерландски: Landen) е град в Централна Белгия, окръг Льовен на провинция Фламандски Брабант. Намира се на 30 km югоизточно от град Льовен. Населението му е около 14 700 души (2006).